# 南定炮棋
南定炮棋（Nam Dinh），是流傳於越南南定的兩人棋類，原文名字不詳。

南定炮棋棋盤

## 棋具
- 棋盤為五橫五豎的橫縱線交叉，另有東南-西北向、西南-東北向的斜線各三條，組成共二十五個棋點。

- 以兩色棋子區分敵我，棋子分為兩種，共十二枚。
  - 王各一枚。
  - 兵各十一枚。

## 規則
- 棋子皆放在棋點上。每方王放在底行中點，其餘兵棋子放在最近的兩條橫列上，以及中間橫列的右邊兩個棋點。因此棋盤中間的棋點為空位。

- 任何棋子皆。

- 每回合玩家可對一枚己棋沿線移動作以下兩種行動之一：
  - 鄰移：至空鄰棋點。
  - 炮吃：跳過一枚鄰點的任何己棋，落到同線次鄰的敵棋，然後將該敵棋移出棋盤，不得連跳。吃法類似中國的炮棋。

- 消滅敵王獲勝[3]。

## 外部連結
- 遊戲下載